# Gentilistique
La gentilistique est une branche de l'onomastique qui étudie les gentilés, c'est-à-dire les noms des habitants d'un lieu. Dugas définit la gentilistique comme la « [d]iscipline qui préside à la formation, à la collecte, à l'étude et à la diffusion des gentilés ». De manière plus restreinte, Dugas et Martin définissent conjointement la gentilistique comme la « discipline qui étudie les gentilés » et attribuent la paternité du terme gentilistique à l'auteur européen Jean Maillot.
Bien qu'il soit d'origine européenne, le terme gentilistique est principalement employé par les linguistes québécois. On le retrouve, à titre d'exemple, sous les plumes de Jean-Claude Boulanger et Monique C. Cormier.
Les Ethniques de l'écrivain byzantin Étienne de Byzance, rédigés au VIe siècle, constituent un exemple classique d'étude sur les gentilés. En France, les premières vastes études sur les gentilés ont été menées par André Rolland de Denus, auteur du Dictionnaire des appellations ethniques de la France et de ses colonies. Au Québec, un travail de gentilistique comparable a été mené par Jean-Yves Dugas, auteur du Répertoire de gentilés du Québec.